# Цируле, Вилма
Вилма Цируле (латыш. Vilma Cīrule, в советское время Вилма Яновна Цируле; 11 мая 1923, Валмиера — 8 июля 2018) — латвийская пианистка.
Окончила музыкальную школу в Валмиере под руководством Алвине Лиепини-Синепы, в 1932 году открывала школьный концерт из произведений Язепа Витола в присутствии самого композитора. Затем окончила Латвийскую консерваторию (1944) по классу Паула Шуберта. В 1944—1945 гг. концертмейстер консерватории.
В 1945—1975 гг. солистка и концертмейстер Латвийского радио и телевидения, а с 1955 г. также солистка Латвийской государственной филармонии. Как концертмейстер выступала с певицами Леонардой Дайне и Жерменой Хейне-Вагнере, певцами Янисом Заберсом и Карлисом Зариньшем, скрипачом Индулисом Далманисом, виолончелистом Эрнестом Бертовским. В 1980—1996 гг. преподавала в классе камерного пения в Латвийской музыкальной академии, затем работала концертмейстером в музыкальной школе «Ридзе» (где её ученицей была Марина Ребека).
Заслуженная артистка Латвийской ССР (1956). Кавалер Ордена Трёх звёзд V степени (2003).
Была замужем за председателем Комитета по кинематографии Латвийской ССР Николаем Карклиньшем (1921—2013).